# Veuves
Veuves est une commune historique du Loir-et-Cher (région Centre-Val de Loire), reléguée au statut de commune déléguée depuis le 1er janvier 2017 et la réunion administrative avec Onzain pour créer la commune nouvelle de Veuzain-sur-Loire.

## Géographie

### Localisation
Veuves est une commune située en bord de Loire, protégée par les levées, tout en longueur. Elle s'étend d'ouest en est, depuis le hameau de la Bourotière (qui marque aussi la séparation entre l'Indre-et-Loire et le Loir-et-Cher) jusqu'au Hauts de Veuves. Au nord, la rivière de la Cisse délimite la commune, tandis qu'au sud, c'est la Loire qui fait office de frontière naturelle. Veuves est dépourvue de forêts, seuls quelques bois prospèrent sur de petites parcelles non cultivées.
Les terres de la commune sont soumises à un risque majeur : les inondations. Entre la Loire et la Cisse les risques de crues sont importants. C'est en outre un des points les plus bas du Loir-et-Cher en termes d'altitude. Aucun obstacle naturel n'empêche la Cisse de déborder en cas de fortes pluies. Cependant, cette plaine alluviale en profite et l'activité céréalière et maraîchère de la commune trouve en ces terres fécondes et humides des raisons de prospérer. L'irrigation peut aussi être assurée en continu.
Le principal intérêt de Veuves réside en son fleuve, qui dessine son lit au gré des saisons, des crues et des périodes sèches. Ilots, bras morts, gravières et sablières ponctuent la rive droite et forment des endroits propices au développement d'une faune et d'une flore typique du Val de Loire.

### Voies de communication et transports
- Gare de Veuves - Monteaux, gare ferroviaire de la ligne de Paris-Austerlitz à Bordeaux-Saint-Jean.

## Toponymie
Le nom vient du mot gaulois vidu, signifiant « arbre », « bois », qui a donné également le mot anglais wood.
Veuves indique donc la présence d'un « bois ».
Le -s a été ajouté plus tard est ce qu'on appelle adventice : il ne faut pas y voir une marque du pluriel.
En 2017, le nom de la commune nouvelle de Veuzain-sur-Loire est créé en faisant l'apocope de Veuves en ne conservant que sa première syllabe (Veu-).

## Histoire

### Après la Révolution
En 1869, le musée de Vendôme reçut en don, une statuette en argile blanche, de 16 cm de hauteur, représentant une femme assise dans un fauteuil tressé et allaitant deux enfants. Ce sujet est considéré ordinairement comme une Junon ou une Lucine. Cette statue avait été trouvée à Veuves à l'entrée d'un couloir souterrain, qui était sans doute celle d'un caveau funéraire. Au même endroit, deux fragments de poterie rouge gallo-romaine, furent également trouvés. L'un portant la marque "OCCOC'MA".

### Depuis 2017
En 2017, la commune de Veuves a fusionné avec sa voisine Onzain pour former la commune nouvelle de Veuzain-sur-Loire.

## Politique et administration

### Liste des maires
| Période                                  | Période       | Identité        | Étiquette | Qualité |
| ---------------------------------------- | ------------- | --------------- | --------- | ------- |
| Les données manquantes sont à compléter. |               |                 |           |         |
| mars 2001                                | 2014          | Pierre Leroux   |           |         |
| 2014                                     | décembre 2016 | Nicole Le Bellu |           |         |

Depuis 2017 et la création de Veuzain-sur-Loire, le maire élu à Veuves est maire délégué au maire de la commune nouvelle.
| Période                                  | Période  | Identité        | Étiquette | Qualité |
| ---------------------------------------- | -------- | --------------- | --------- | ------- |
| Les données manquantes sont à compléter. |          |                 |           |         |
| janvier 2017                             | mai 2026 | Nicole Le Bellu |           |         |

## Population et société

### Démographie
L'évolution du nombre d'habitants est connue à travers les recensements de la population effectués dans la commune depuis 1793. À partir du 1er janvier 2009, les populations légales des communes sont publiées annuellement dans le cadre d'un recensement qui repose désormais sur une collecte d'information annuelle, concernant successivement tous les territoires communaux au cours d'une période de cinq ans. 
Pour les communes de moins de 10 000 habitants, une enquête de recensement portant sur toute la population est réalisée tous les cinq ans, les populations légales des années intermédiaires étant quant à elles estimées par interpolation ou extrapolation. Pour la commune, le premier recensement exhaustif entrant dans le cadre du nouveau dispositif a été réalisé en 2007,.
En 2014, la commune comptait 219 habitants, en évolution de −2,23 % par rapport à 2009 (Loir-et-Cher : +1,74 %, France hors Mayotte : +2,49 %).
| 1793 | 1800 | 1806 | 1821 | 1831 | 1836 | 1841 | 1846 | 1851 |
| ---- | ---- | ---- | ---- | ---- | ---- | ---- | ---- | ---- |
| 270  | 207  | 285  | 323  | 357  | 389  | 386  | 393  | 375  |

| 1856 | 1861 | 1866 | 1872 | 1876 | 1881 | 1886 | 1891 | 1896 |
| ---- | ---- | ---- | ---- | ---- | ---- | ---- | ---- | ---- |
| 353  | 373  | 367  | 287  | 268  | 263  | 290  | 286  | 344  |

| 1901 | 1906 | 1911 | 1921 | 1926 | 1931 | 1936 | 1946 | 1954 |
| ---- | ---- | ---- | ---- | ---- | ---- | ---- | ---- | ---- |
| 383  | 358  | 345  | 311  | 270  | 273  | 257  | 301  | 261  |

| 1962 | 1968 | 1975 | 1982 | 1990 | 1999 | 2007 | 2012 | 2014 |
| ---- | ---- | ---- | ---- | ---- | ---- | ---- | ---- | ---- |
| 188  | 202  | 221  | 192  | 215  | 216  | 220  | 213  | 219  |

### Pyramide des âges
La population de la commune est relativement jeune. Le taux de personnes d'un âge supérieur à 60 ans (21,4 %) est en effet inférieur au taux national (21,6 %) et au taux départemental (26,3 %).
À l'instar des répartitions nationale et départementale, la population féminine de la commune est supérieure à la population masculine. Le taux (51,8 %) est du même ordre de grandeur que le taux national (51,6 %).
La répartition de la population de la commune par tranches d'âge est, en 2007, la suivante :
- 48,2 % d'hommes (0 à 14 ans = 20,8 %, 15 à 29 ans = 14,2 %, 30 à 44 ans = 23,6 %, 45 à 59 ans = 22,6 %, plus de 60 ans = 18,9 %) ;
- 51,8 % de femmes (0 à 14 ans = 17,5 %, 15 à 29 ans = 19,3 %, 30 à 44 ans = 20,2 %, 45 à 59 ans = 19,3 %, plus de 60 ans = 23,7 %).

| Hommes | Classe d’âge | Femmes |
| ------ | ------------ | ------ |
| 0,0    | 90 ans ou +  | 1,8    |
| 4,7    | 75 à 89 ans  | 7,9    |
| 14,2   | 60 à 74 ans  | 14,0   |
| 22,6   | 45 à 59 ans  | 19,3   |
| 23,6   | 30 à 44 ans  | 20,2   |
| 14,2   | 15 à 29 ans  | 19,3   |
| 20,8   | 0 à 14 ans   | 17,5   |

| Hommes | Classe d’âge | Femmes |
| ------ | ------------ | ------ |
| 0,6    | 90 ans ou +  | 1,6    |
| 8,3    | 75 à 89 ans  | 11,5   |
| 14,8   | 60 à 74 ans  | 15,7   |
| 21,4   | 45 à 59 ans  | 20,6   |
| 20,3   | 30 à 44 ans  | 19,2   |
| 16,2   | 15 à 29 ans  | 14,7   |
| 18,5   | 0 à 14 ans   | 16,7   |

## Culture locale et patrimoine

### Lieux et monuments
- l'église Saint-Vincent, XIe siècle[9].,[10].

Des vitraux montrent des Vikings en train d'occire des moines.

### Héraldique
| Blason de Veuves | Blason  | De sinople au drakkar d'argent, la proue en tête de dragon, mâté d'une épée abaissée du même, équipé de cinq boucliers ronds d'or accolés en fasce et chargés des lettres V, I, D, U, A capitales de sable, et flottant sur des ondes d'azur agitées d'argent mouvant de la pointe. |
| Blason de Veuves | Détails | Armes parlantes. Création Cl. Dubois adoptée en 1996 |